# Bezzia flava
Bezzia flava är en tvåvingeart som beskrevs av Tokunaga 1939. Bezzia flava ingår i släktet Bezzia och familjen svidknott. Inga underarter finns listade i Catalogue of Life.